# Општина Рукар (Арђеш)
Рукар (рум. Rucăr) општина је у Румунији у округу Арђеш.
Oпштина се налази на надморској висини од 1021 m.